# Kanye West
Ye (em inglês: Ye; romaniz.: [jeɪ]; YAY; nascido Kanye Omari West em Atlanta, em 8 de junho de 1977), mais conhecido apenas como Kanye West (em inglês: Kanye West; romaniz.: [ˈkɑːnjeɪ]; KAHN-yay), é um rapper, cantor, compositor, produtor musical, político e designer de moda americano. West ficou famoso no início de sua carreira como produtor da Roc-A-Fella Records, onde ganhou reconhecimento pelo seu trabalho no álbum The Blueprint, de Jay-Z, assim como por hits para outros cantores como Alicia Keys, Ludacris, Janet Jackson e outros. Atualmente, como vocalista, West é o 4.º artista que mais vendeu músicas em formato digital. Além disso, ele acumula uma impressionante coleção de prêmios, incluindo um total de 24 Grammys, tornando-se assim o maior rapper da história da premiação. Sua notável conquista de 24 Grammys também o posiciona como o 7.º artista mais laureado dentre todas as edições da premiação. Para além disso, em 2024, a Billboard elegeu Kanye West como a sétima maior estrela pop do período 2000–2024.
Seu estilo de produção consistia originalmente de samples vocais agudos de músicas soul incorporados à sua própria percussão e instrumentos. Contudo, em produções subsequentes, ele aumentou a sua paleta musical e expressou influências que abarcam R&B dos anos 70, baroque pop, trip hop, arena rock, folk, música alternativa, música eletrônica, synth-pop e música clássica.
West lançou o seu álbum de estreia The College Dropout em 2004, seu segundo álbum Late Registration em 2005, seu terceiro álbum Graduation em 2007, o quarto álbum 808s & Heartbreak em 2008, o quinto álbum My Beautiful Dark Twisted Fantasy em 2010, o sexto álbum Yeezus em 2013, o sétimo álbum The Life of Pablo em 2016, seu oitavo álbum Ye em 2018, o seu nono álbum Jesus is King em 2019, o seu décimo álbum Donda em 2021 e o seu décimo primeiro álbum Donda 2 em 2022. Lançou também os álbuns colaborativos Watch The Throne, com Jay-Z em 2011, Kids See Ghosts com Kid Cudi em 2018, e a sequência de álbuns Vultures 1 (2024), Vultures 2 (2024) e Vultures 3 (ainda não anunciado) com Ty Dolla Sign. Muitos dos seus trabalhos foram bem recepcionados pela crítica especializada, ganhando vários prêmios, enquanto todos os seus álbuns obtiveram bastante sucesso comercial, com 808s & Heartbreak se tornando seu terceiro álbum número um consecutivo, aquando da estreia, nos Estados Unidos. Ye também é dono da G.O.O.D. Music, seu selo de gravação próprio, que possui contratos com artistas como John Legend, Big Sean, Pusha T e Teyana Taylor. O mascote e marca registrada de Ye é o "Dropout Bear", um urso de pelúcia que aparece na capa de três dos seus dez discos solos, assim como em várias capas de singles e videoclipes. 
Em 7 de abril de 2020, West anunciou a sua candidatura à Casa Branca, após ter apoiado anteriormente Donald Trump. Ele se candidatou numa campanha presidencial independente que lutava por uma vida consistente e ética. Sua fé cristã, assim como seu casamento com a celebridade Kim Kardashian, também foram fontes de atenção da mídia. Como estilista, ele já fez colaboração com Nike, Louis Vuitton, A.P.C. e Balenciaga, no segmento de roupas e calçados. A mais proeminente delas foi Yeezy, resultado de uma colaboração com a Adidas começando em 2013. Ele é o fundador e o líder da seção criativa da empresa DONDA.
Ye é um dos artistas que mais vendeu discos do mundo, com mais de 160 milhões de cópias vendidas pelo mundo inteiro. Ele ganhou o total de 24 Grammy Awards, sendo um dos artistas mais premiados de todos os tempos. É também conhecido por seu comportamento excêntrico, falas polêmicas e uma vida pessoal conturbada, tendo perdido vários patrocinadores após falas percebidas como antissemitas e de apologia ao nazismo.

## Biografia

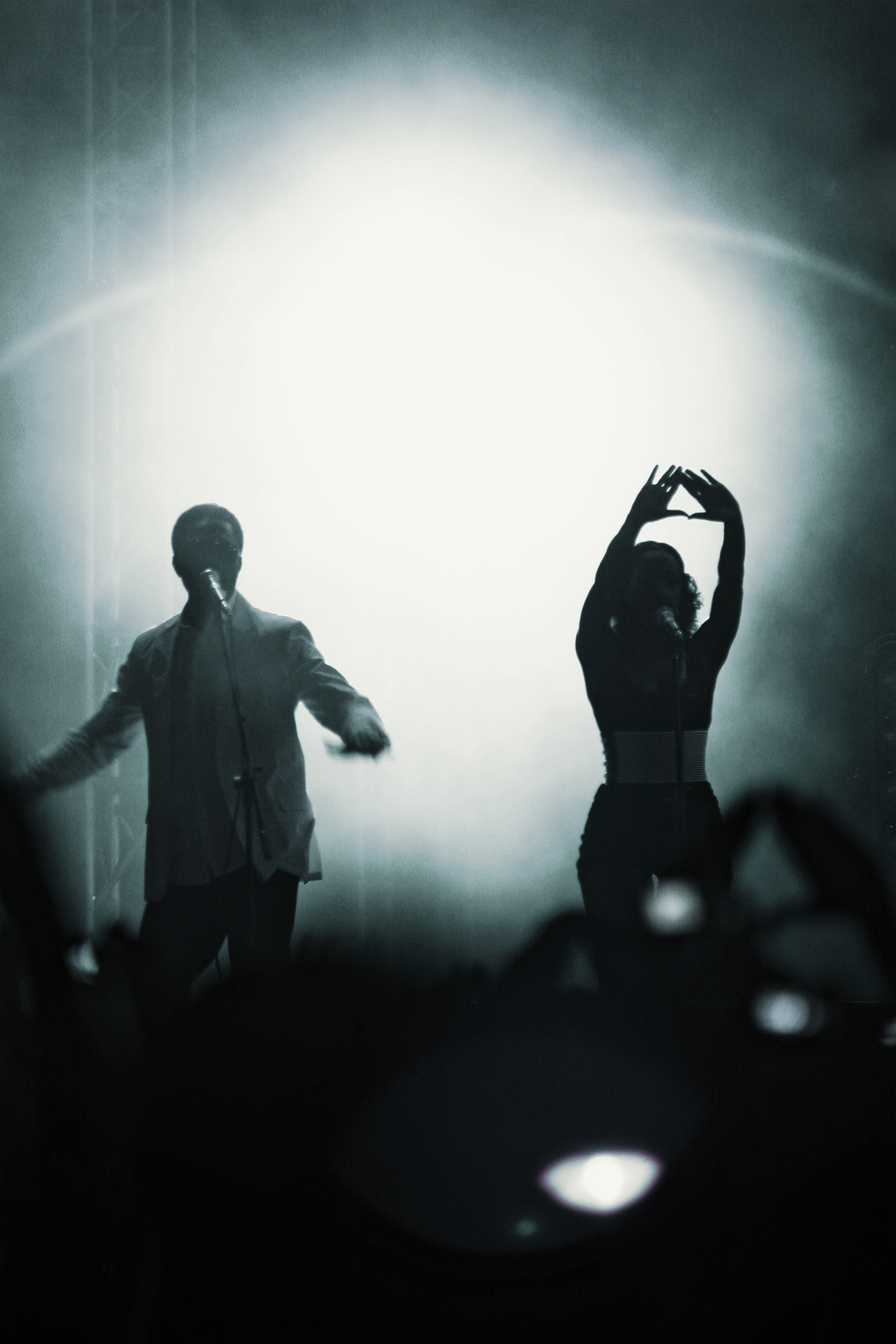
Ye em concerto de 2007

A maioria das biografias e trabalhos afirmam que Kanye nasceu em 8 de junho de 1977, em Atlanta, Geórgia, porém algumas fontes dizem que o artista nasceu em Douglasville, uma cidade que fica ao oeste de Atlanta. "Kanye" significa "o único" em suaíli. Com o divórcio dos pais, aos três anos, Ye se mudou com a mãe para Chicago, Illinois. Seu pai é Ray West, um ex-membro dos Panteras Negras que foi um dos primeiros fotojornalistas negros do Atlanta Journal-Constitution e hoje é um conselheiro espiritual cristão, além de ser dono do comércio Good Water Store and Café em Lexington Park, Maryland, com ajuda de seu filho. A mãe de Ye, Dr. Donda West, foi professora de inglês na Clark Atlanta University e trabalhou como professora no departamento de inglês da Chicago State University antes de se aposentar para virar empresária do filho. Ela também escreveu o livro "Raising Kanye", onde conta como era a vida com o Ye. Ele foi criado no bairro suburbano de Oak Lawn, em Illinois, antes de se mudar para Chicago. O artista credita sua natureza feminina à criação de sua mãe. Com 10 anos, Ye e sua mãe se mudaram para Nanjing, China, onde ela começou a dar aula em uma escola da região, em um projeto de intercâmbio dos Estados Unidos. De acordo com Donda, Ye era o único estrangeiro em sua sala, mas ele se adaptou bem e aprendeu a língua rapidamente, porém desde lá ele já se esqueceu da maioria do aprendizado.
Ye foi um estudante de arte na American Academy of Art [en] em Chicago e também se matriculou na Chicago State University, porém desistiu para se focar na sua carreira musical. Enquanto estava na escola, Ye produzia para artistas locais. Ele posteriormente ganhou fama por produzir hit singles para grandes artistas de hip-hop e R&B, incluindo Jay-Z, Talib Kweli, Cam'ron, Paul Wall, Common, Mobb Deep, Jermaine Dupri, Scarface, The Game, Alicia Keys, Janet Jackson e John Legend, entre outros. Ele também foi "produtor-fantasma" para seu mentor Deric Angelettie segundo a música "Last Call", de Ye, assim como na música "Poppa Was a Playa" do rapper Nas, onde apareceu nos créditos.

### Início da carreira (1996-2003)
Ye começou a produzir sob a tutela de seu mentor, o produtor No I.D., que na época produzia para artistas como Common. Foi ele que, inicialmente, encorajou Kanye a samplear hits antigos de soul. As suas primeiras produções profissionais, em 1996, foram para Down to Earth, álbum de estreia do rapper Grav, de Chicago. Ye produziu oito faixas para o álbum. Embora o álbum não tenha atraído muita atenção e fosse o único a ser lançado por Grav, Kanye logo passou a produzir para artistas de maior calibre. Kanye também lançou mixtapes, como, por exemplo, "Get Well Soon...". Além disso, "Freshmen Adjustment" foi lançada em forma de trilogia, contando com três mixtapes. O documentário Jeen-Yuhs foi responsável por confirmar que nenhuma dessas mixtapes foi lançada de forma oficial, se tratando apenas de uma Bootleg. Em 1998-99 ele produziu para artistas bastante conhecidos nos Estados Unidos, como Jermaine Dupri, Foxy Brown, Goodie Mob e o grupo Harlem World.
A grande oportunidade de Kanye veio em 2000, quando passou a produzir para artistas da Roc-A-Fella Records. Ele produziu a música "This Can't Be Life" de Jay-Z, positivamente recebida por críticos, do álbum The Dynasty: Roc La Familia. Esse evento foi documentado no outro de "Last Call", de seu álbum chamado The College Dropout. Kanye depois afirmou que para criar a batida de "This Can't Be Life", ele acelerou a percussão da música "Xxplosive" de Dr. Dre.
Após produções anteriores para Jay-Z, o som de Kanye foi bastante destacado no álbum The Blueprint, de Jay-Z, sucesso de críticas e lançado em 11 de setembro de 2001. Kanye trabalhou nos singles principais "Izzo (H.O.V.A.)" e "Heart of the City (Ain't No Love)" e na faixa diss "Takeover", direcionada a Nas e Mobb Deep; após o lançamento da faixa, Ye continuou a trabalhar tanto com Nas como com Mobb Deep.
Após grande sucesso comercial e críticas positivas pela sua produção em The Blueprint, Kanye tornou-se um produtor de alto valor na indústria do hip-hop, mesmo antes de se tornar famoso como rapper e artista solo. Entre 2000 e 2003, produziu para artistas como Nas, Scarface, Talib Kweli, Mos Def, T.I., Ludacris, DMX e muitos outros. Continuou produzindo para artistas da Roc-A-Fella Records e contribuiu em quatro faixas para o álbum The Blueprint²: The Gift & the Curse, lançado por Jay-Z após The Blueprint.
Posterior ao seu sucesso como produtor musical, Kanye agora procurava seguir carreira como rapper e artista solo, mas encontrava dificuldades em conseguir um contrato com um estúdio de gravação. Jay-Z admitiu que a Roc-A-Fella estava inicialmente relutante em apoiar Kanye como rapper, afirmando que via ele somente como um produtor. Várias companhias de gravação acreditavam que ele não se enquadrava na imagem de um rapper. Começando em sua carreira como rapper, Kanye West fez um verso no álbum The Blueprint²: The Gift & the Curse de Jay-Z, do mesmo selo de gravação com o qual assinou contrato como rapper.

### The College Dropout(2004)
Em 23 de outubro de 2002, Ye se envolveu em um acidente de carro quase fatal após acidentalmente dormir enquanto dirigia a caminho de casa do estúdio de gravação. O acidente esmagou sua mandíbula, que teve que ser fechada em uma cirurgia reconstrutiva. O outro motorista quebrou as duas pernas. O acidente, serviu de inspiração para o primeiro single de Kanye, "Through the Wire". Kanye gravou a música no estúdio Record Plant, enquanto a sua mandíbula ainda estava fechada. Na música, Ye expressa um pouco do acidente, e ajudou a solidificar seu álbum de estreia, dizendo "todos os artistas melhores expressaram o que eles estavam passando". A fé de Kanye é aparente em várias das suas músicas, como em "Jesus Walks", sempre utilizada em performances beneficentes, como no concerto Live 8. Ambas as músicas estão no álbum de estreia de Kanye, The College Dropout, lançado sob o selo Roc-A-Fella Records em fevereiro de 2004, recebendo críticas positivas. O álbum definiu o estilo pelo qual Kanye ficaria conhecido, que inclui trocadilhos e sampling. O álbum foi certificado tripla platina. Artistas convidados incluem Jay-Z, Ludacris, GLC [en], Consequence, Talib Kweli, Mos Def, Common e Syleena Johnson. O álbum também conta com os singles "All Falls Down" e "The New Workout Plan", assim como "Slow Jamz", single número um do rapper Twista. Durante 2003, Ye também co-produziu para a cantora britânica Javine Hylton, até aparecendo em um videoclipe como interesse romântico de Javine.
Kanye se envolveu em uma disputa financeira com o rapper Royce Da 5'9" por conta da batida de sua música "Heartbeat", produzida por Ye e lançada em Build & Destroy: The Lost Sessions. Kanye afirma que Royce nunca pagou pela batida, mas ainda assim gravou com ela e lançou a música; ouvindo o rapper na batida, os compradores originais decidiram não comprá-la a West. Após o episódio, Kanye jurou nunca mais trabalhar com Royce. Outros hit singles produzidos por Kanye West durante o período de lançamento de The College Dropout incluem "I Changed My Mind" de Keyshia Cole, "Overnight Celebrity" de Twista e "Talk About Our Love" de Brandy.

### Late Registration(2005-2006)

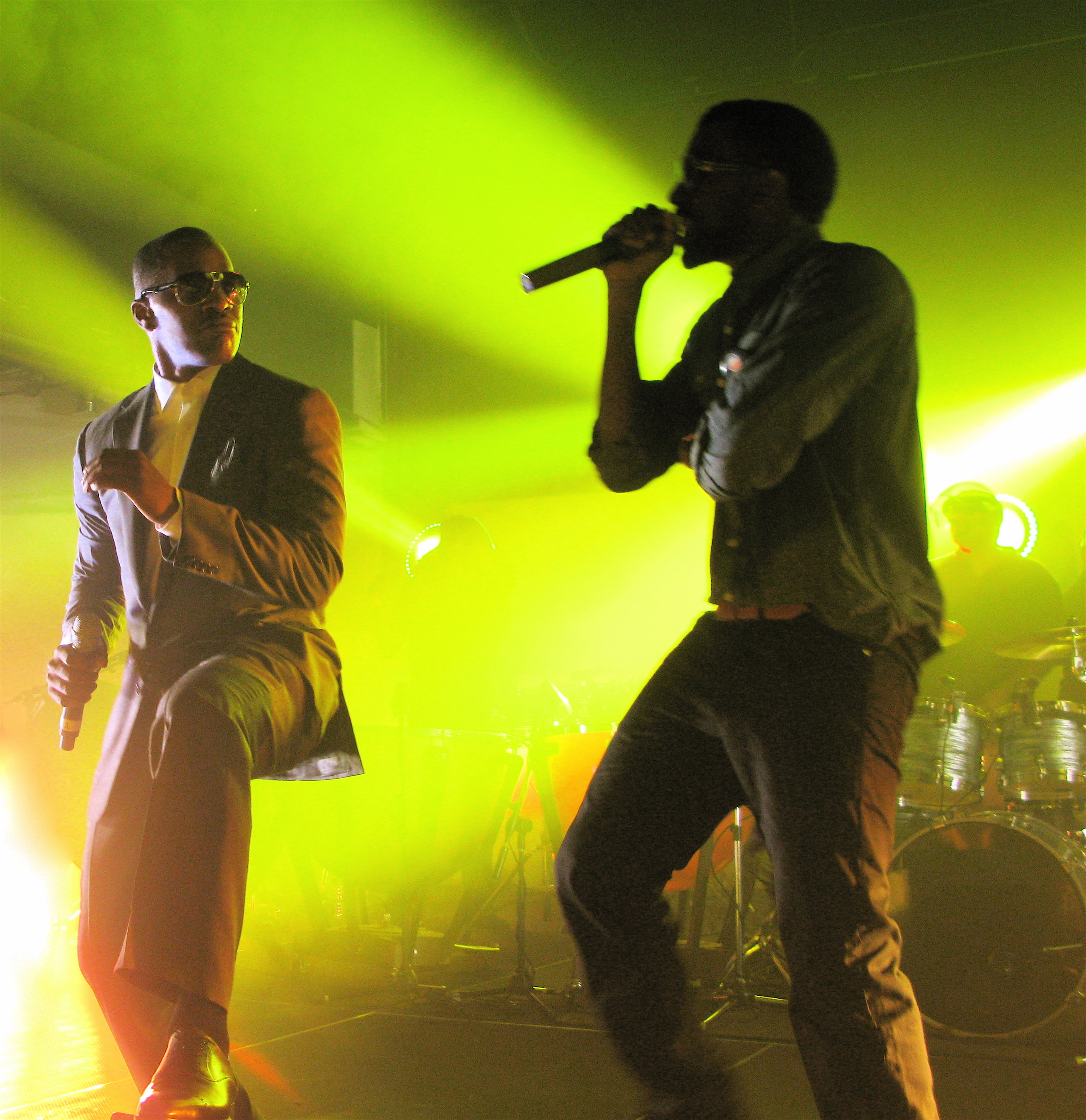
West e Jamie Foxx cantando "Gold Digger" na convenção democrata, em Denver, Colorado, em 2008

Seguindo um caminho mais eclético, Kanye colaborou com o compositor cinematográfico americano Jon Brion para construir seu segundo álbum, Late Registration, lançado em 30 de agosto de 2005. Assim como seu predecessor, o álbum obteve respostas positivas universais de críticos. Late Registration foi primeiro em incontáveis pesquisas de crítica e foi considerado o melhor álbum do ano por várias publicações, incluindo o USA Today, Spin e a revista Time. A edição norte-americana da revista Rolling Stone premiou o álbum com a posição mais alta na sua lista de álbuns de fim de ano e o elogiou como um "clássico extremamente generoso e absurdamente virtuoso". O álbum foi número um na pesquisa de crítica Pazz & Jop da Village Voice, em 2005, pelo segundo ano consecutivo. Late Registration foi também um sucesso comercial, vendendo mais de 860 mil cópias na sua primeira semana de vendas e chegando ao topo da Billboard 200. Com 2,3 milhões de unidades vendidas somente nos Estados Unidos ao fim do ano, Late Registration foi considerado o único álbum de grande sucesso, quando do lançamento, da primavera de 2005, temporada marcada por vendas decrescentes de CDs. O álbum foi indicado a oito prêmios Grammy, incluindo Álbum do Ano e Música do Ano por "Gold Digger". O álbum foi certificado tripla platina.
Em 25 de agosto de 2005 o especial da MTV All Eyes on Kanye West foi emitido. Neste, Kanye se posicionou contra a homofobia no hip-hop, afirmando que hip-hop sempre se tratou de "falar o que está na sua mente e quebrar barreiras, mas todos no hip-hop discriminam os gays". Ele então refletiu sobre uma experiência pessoal. Kanye afirmou que foi um "ponto decisivo" quando percebeu que um de seus primos era gay. Sobre a experiência, ele disse: "Este é meu primo. Eu o amo e eu estive discriminando os gays." Ele traçou uma comparação entre a luta de afro-americanos por direitos civis e os atuais movimentos de direito dos gays. No ano seguinte, em uma entrevista para a revista norte-americana Entertainment Weekly, Ye expandiu sobre suas experiências com e sua opinião sobre a relação entre as comunidades negras e gays.
Em setembro de 2005, Kanye anunciou que lançaria a sua linha de roupas, Pastelle Clothing, no outono de 2006: "Agora que tenho um Grammy no bolso e Late Registration está acabado, estou pronto para lançar minha linha de roupas na próxima primavera [do hemisfério norte]." No mesmo ano, Ye produziu os singles "Go" para Common e "Dreams" para The Game.
Em dezembro de 2006, Robert "Evel" Knievel processou West por violação de marca registrada pelo vídeo de West para a música "Touch the Sky". Knievel se ofendeu com o vídeo com supostos "conteúdos sexuais" no qual Kanye assume a persona de "Evel Kanyevel" e tenta voar sobre um cânion em um foguete. O processo, realizado em tribunal federal, acusa-o de violação de seu nome registrado e de sua imagem. Knievel também afirmou que as imagens "vulgares e ofensivas" no vídeo causam prejuízos à sua reputação. O processo buscava indenização e o fim da distribuição do vídeo. Em novembro de 2007, Knievel acertou um acordo, somente alguns dias antes de sua morte.

### Graduation(2007)
Em 2007, foi anunciado que Kanye estrelaria uma série televisiva dirigida por Larry Charles. Ele trabalhou no episódio piloto durante dois anos com Larry Charles e Rick Rubin. Ele também disse em 14 de Janeiro: "Eu não faria algo tão clichê como um reality show. Pelo menos me dê o crédito por ser mais criativo que isso. É uma comédia situacional de meia hora. É fictícia e vagamente baseada na minha vida." Kanye também colaborou com o grupo japonês de hip-hop Teriyaki Boyz para produzir o single "I Still Love H.E.R.", uma referência ao single de 1994 "I Used To Love H.E.R.", de Common. Além disso, durante uma aparição no rádio no início de 2007, Kanye, como muitos de seus colegas, gravou um freestyle improvisado à popular música "Throw Some D's". A música, que para todos os outros rappers era sobre aros automobilísticos, foi usada por West para fazer uma referência cômica a seios. Por conta do sucesso inesperado da música, Kanye fez um vídeo para o freestyle, no qual ele interpreta um primo velho.  

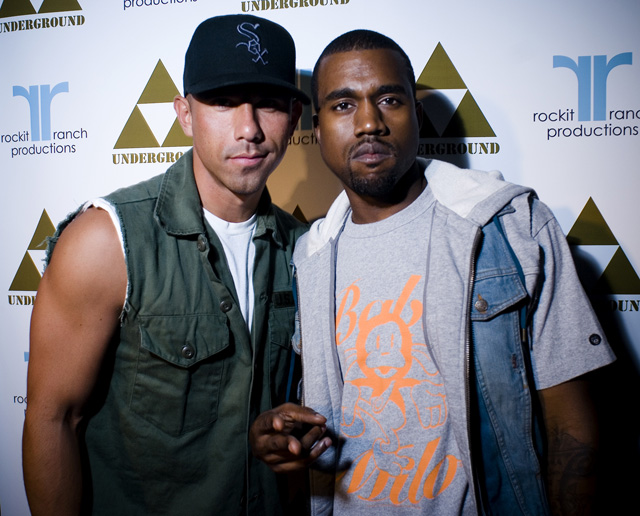
West e Billy Dec

Kanye também contribuiu em uma nova música chamada "Classic (Better Than I've Ever Been)". Acreditava-se que fosse um single para Graduation, já que ele estava na música, porém a empresa Nike logo explicou que a música havia sido gravada para o aniversário do tênis Nike Air Force 1. A música deveria ser apenas uma faixa exclusiva da companhia.
Em 25 de março de 2007, Kanye e seu pai Ray West apoiaram o Dia Mundial da Água em uma caminhada. Após um hiato de dois anos, Kanye retornou como colunista de moda na revista Complex. Em 7 de julho de 2007, Kanye realizou uma performance com o The Police e John Mayer em Nova Iorque, para o concerto mundial Live Earth. Kanye foi apresentador da edição de 17 de Agosto do The Friday Night Project, programa televisivo britânico de comédia e variedades.
Em julho de 2007, Kanye mudou a data de lançamento de Graduation, seu terceiro álbum, de 18 de setembro de 2007 para a mesma data de lançamento do álbum Curtis, de 50 Cent, em 11 de setembro de 2007. 50 Cent então afirmou que se Graduation vendesse mais cópias que Curtis, ele iria parar de fazer álbuns solo. Contudo, 50 Cent depois negou o comentário. O álbum foi certificado dupla platina. Artistas convidados incluem T-Pain, Mos Def e Lil Wayne.
| “ | Quando ouvi aquela coisa sobre o debate, pensei que aquilo era a coisa mais estúpida. Quando meu álbum sair e o álbum de 50 [Cent] sair, você vai ter muita música boa ao mesmo tempo. | ” |

Em 26 de agosto de 2007, Kanye apareceu como ele mesmo no show televisivo Entourage da HBO, o qual ele utilizou como plataforma para estrear seu novo single "Good Life" durante os créditos finais. Em 9 de Setembro de 2007, Kanye realizou uma performance no MTV Video Music Awards de 2007, perdendo em todas as categorias em que foi indicado; em seguida, ele discursou furiosamente (ver seção "Controvérsias").
Após a situação da MTV, Kanye foi indicado em oito categorias diferentes para a quinquagésima edição dos Grammys. Ele ganhou em quatro delas, incluindo Melhor Álbum de Rap para Graduation e Melhor Performance Solo de Rap para "Stronger" de Graduation. Durante a cerimônia televisionada de quatro horas de duração, Kanye cantou duas músicas: "Stronger" (com Daft Punk) e "Hey Mama" (em reverência à sua mãe recentemente falecida).

### Glow in the Dark Tour,808s & Heartbreak(2008-2009)

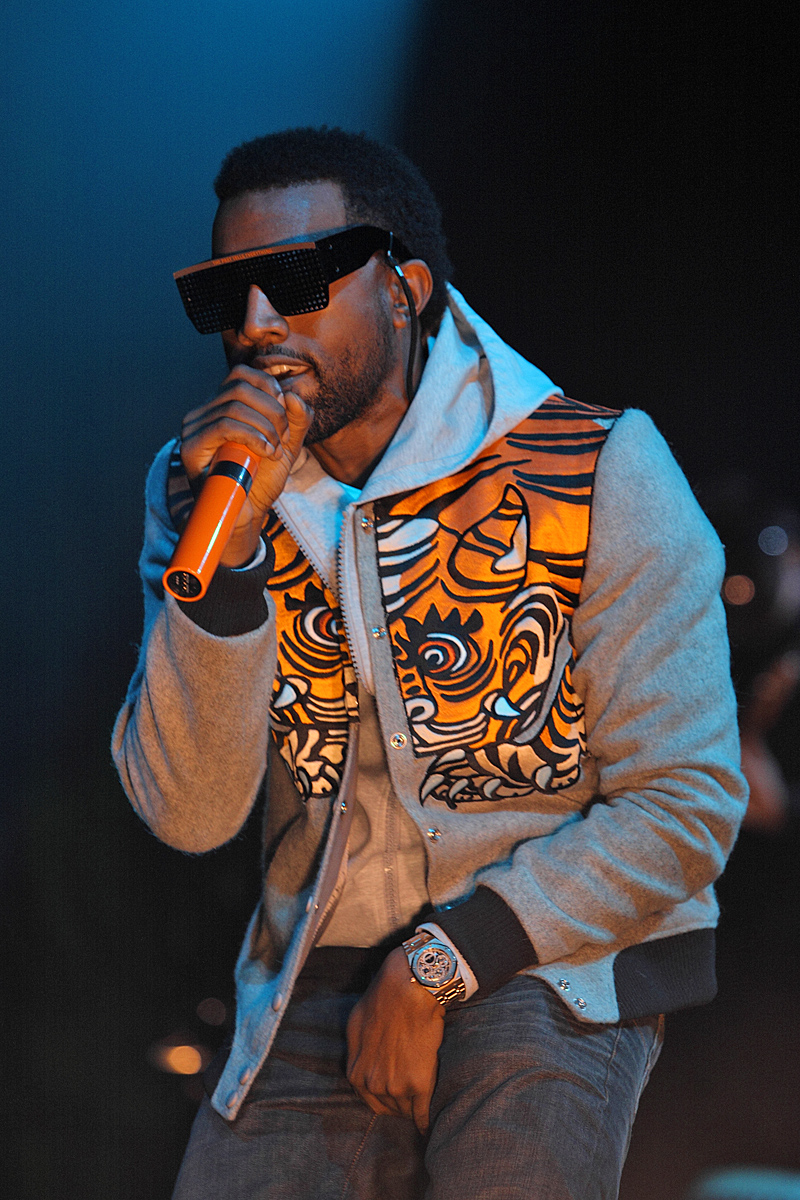
West em concerto em 2008

Kanye iniciou o turnê Glow in the Dark em Seattle, na Key Arena, em 16 de abril. O tour havia sido previamente planejado para terminar em Junho, em Cincinnati, mas foi estendido até Agosto. Durante o curso da turnê, vários artistas abriram para Kanye, incluindo Lupe Fiasco, Rihanna, N.E.R.D., DJ Craze e Gnarls Barkley. Em 15 de Junho, Kanye estava agendado para uma performance de madrugada no Bonnaroo Music Festival; sua performance começou quase duas horas atrasada e durou metade do tempo esperado, irritando muitos fãs na plateia. Kanye depois escreveu um post em seu blogue, indignado, culpando os organizadores do festival e a performance anterior do Pearl Jam, que durou mais do que deveria.
Em 7 de setembro, Kanye debutou a nova música "Love Lockdown" no MTV Video Music Awards de 2008. "Love Lockdown" não contém rap, somente partes cantadas que utilizam a ferramenta auto-tune. A música aparece no quarto álbum de estúdio de Kanye, 808s & Heartbreak. Era esperado que o novo álbum fosse lançado em 16 de Dezembro de 2008, porém Kanye anunciou em seu blogue, em 24 de Setembro de 2008, que ele já havia acabado o álbum e que o lançaria em meados de Novembro, mais cedo do que o anteriormente planejado. No início de Outubro, Kanye fez uma aparição surpresa em um concerto do rapper T.I. em Los Angeles, onde ele afirmou que 808s & Heartbreak estava agendado para lançamento em 25 de novembro, embora tenha sido lançado, na realidade, em 24 de Novembro, além de afirmar que o segundo single do álbum era "Heartless". O álbum foi outro número, um para West, mesmo que na primeira semana o número de vendas tenha sido menor que o de Graduation, com 450 145 unidades vendidas.
Com Alicia Keys, Rihanna, Taylor Swift, Leona Lewis e outros, Kanye cantou na cerimônia do American Music Awards em 23 de novembro. Na mesma noite, ganhou dois prêmios AMA incluindo Álbum Favorito de Rap/Hip-Hop por Graduation e Artista Masculino Favorito de Rap/Hip-Hop. Kanye realizou uma performance na Democratic National Convention em Denver em agosto de 2008, com Wyclef Jean e N.E.R.D., em apoio a Barack Obama. Em 20 de janeiro de 2009, Kanye West cantou no Youth Inaugural Ball, apresentado pela MTV, para a inauguração da presidência de Barack Obama.
Em 11 de setembro de 2008, West e seu empresário de viagem/segurança, Don Crowley, foram presos no Aeroporto Internacional de Los Angeles e autuados com acusações de vandalismo grave após uma briga com paparazzi durante a qual West e Crowley quebraram as câmeras dos fotógrafos.Na qual foi depois liberado do Departamento de Polícia de Los Angeles em Culver City sob fiança de 20.000 dólares. Em 26 de setembro de 2008, a procuradoria de Los Angeles disse que não acusaria West de outros crimes por conta do incidente. O caso foi passado à promotoria municipal de L.A. que acusou West e seu segurança de vandalismo leve, violação de propriedade privada e agressão. A acusação formal foi adiada para 14 de abril de 2009. Kanye foi novamente preso em 14 de novembro de 2008, em um hotel próximo de Gateshead após outro incidente envolvendo um fotógrafo em frente a um clube noturno em Newcastle upon Tyne. Ele foi depois solto "sem maiores ações", segundo um porta-voz da polícia.
Em 17 de fevereiro de 2009, Kanye foi nomeado um dos Top 10 Homens Mais Estilosos da América pela revista norte-americana GQ. No dia seguinte, em 18 de fevereiro de 2009, Kanye West ganhou o prêmio de Artista Internacional Homem Solo no Brit Awards. Ele não estava presente, mas aceitou seu prêmio com um discurso em vídeo, onde diz que "Barack é o 'Melhor Homem Interracial', mas eu sou orgulhoso de ser o Melhor Homem Internacional do mundo".
Em abril de 2009, Kanye West gravou uma música chamada "Hurricane" com a banda 30 Seconds to Mars para o seu álbum This is War, porém ela não foi lançada devido a problemas legais entre as duas gravadoras. O líder de 30 Seconds to Mars, Jared Leto, disse que a música será lançada em algum momento.
Em novembro de 2009, Kanye West viu a sua canção "Amazing", onde atuou com Young Jeezy, ser inserida no videojogo NBA 2K10, que recebeu muita adoração por parte dos seus jogadores.

### My Beautiful Dark Twisted Fantasy(2010-2011)
Em maio de 2010 Kanye fez uma aparição animada como convidado da série de televisão animada The Cleveland Show como a voz de "Kenny West", um rival do filho de Cleveland Brown. Em seu primeiro episódio, ele disputou com o filho de Cleveland em uma batalha de rap. Os produtores afirmaram que trabalhar com Kanye foi uma experiência muito boa e o motivo para que o escolhessem foi porque sabiam que Kanye era um fã de Family Guy. Kenny Kanye reapareceu no episódio de estreia da segunda temporada de The Cleveland Show.
Kanye passou a primeira metade de 2010 em Honolulu, no Havaí, trabalhando no seu novo álbum com o título provisório "Good Ass Job", depois confirmado como My Beautiful Dark Twisted Fantasy, lançado em 16 de novembro de 2010. Kanye já havia discutido este quarto álbum antes de 808s & Heartbreak. Ele citou Maya Angelou, Gil-Scott Heron e Nina Simone como inspirações musicais para o álbum. A produção externa venho de RZA e Q-Tip, e outros envolvidos na produção do álbum, incluindo Pete Rock e DJ Premier. Conta-se que Kanye fez com que Justin Vernon viesse de avião para o seu estúdio em Oahu, após aparentemente mostrar interesse em samplear uma das músicas de Bon Iver.
Em 28 de maio, o primeiro single do álbum, "Power" com participação do cantor Dwele, vazou na Internet. Em 30 de junho, a faixa foi oficialmente lançada através do iTunes. Em seguida, um vídeo para "Power", dirigido pelo artista Marco Brambilla, foi publicado na Internet. O vídeo, contudo, não é um videoclipe, mas sim um acompanhamento visual para cerca do primeiro minuto da música. Kanye chamou o vídeo de "o retrato visual do poder".
Em 12 de setembro de 2010, Kanye cantou uma nova música, "Runaway", com participação do rapper Pusha T, no MTV Video Music Awards. A música, single do próximo álbum de Kanye, foi posteriormente liberada para download através do iTunes. Pouco depois da performance, Kanye revelou estar trabalhando em um filme curto de 40 minutos baseado na música. Também afirmou que o filme foi influenciado pelo gênero noir cinematográfico e é sobre uma fênix caída por quem ele se apaixona.
O album foi extremamente aclamado pela crítica, recebendo uma nota de 93 no Metacritic, além de ter ganho 3 Grammy Awards, My Beautiful Dark Twisted Fantasy é amplamente considerado o melhor album na discografia do Kanye West, o album ficou na 1.ª posição da lista de melhores albuns da década de 2010 da Rolling Stone
No final de julho, Kanye criou uma conta no Twitter, embora tenha afirmado anteriormente que não faria uso da rede social. Através de seu Twitter, Kanye criou um movimento chamado GOOD Fridays, onde prometeu lançar uma nova música para download grátis, a cada sexta-feira, até o Natal. A primeira música, o remix oficial de "Power", com participação de Jay-Z e Swizz Beatz, foi liberada em 13 de agosto de 2010. Foram liberadas quinze músicas. Todas apresentam vários artistas convidados que incluem Jay-Z, Swizz Beatz, Rick Ross, Bon Iver, Nicki Minaj, Raekwon, Common, Pusha T, Kid Cudi, Big Sean, Charlie Wilson, Mos Def, RZA, Cyhi The Prince, John Legend, Lloyd Banks e Ryan Leslie. Kanye também afirmou através de sua conta no Twitter que fará parte de um álbum colaborativo de doze músicas com Jay-Z intitulado Watch the Throne.
Uma semana após estrear seu novo single "Otis", Jay-Z e Kanye West se uniram para formar um grupo chamado The Throne e anunciar sua nova turnê intitulada Watch the Throne Tour, dando início em Setembro 22, em Detroit. No dia 8 de agosto, os bilhetes para a turnê, foram disponibilizados nos sites "Ticketmaster.com" e "LiveNation.com". Fãs que compraram os ingressos pela internet receberam uma cópia digital do álbum.
Watch The Throne foi disponibilizado para venda dia 8 de agosto de 2011 e recebeu criticas variadas, a maioria positivas.

### Cruel Summer,Yeezus(2012-2013)
Em 13 de setembro de 2012, Kanye West lançou com sua gravadora GOOD Music, um álbum de compilação intitulado Cruel Summer. O álbum contém 12 faixas, todas elas com participações dos membros da gravadora, e também de outros artistas. Kid Cudi que na época era um dos principais membros da GOOD Music, aparece em apenas uma música, chamada "Creepers". O álbum contém quatro singles, todos eles entraram na Billboard 200.
Em fevereiro de 2013, após um concerto em Paris, Kanye revelou que estava trabalhando em um novo disco de faixas inéditas e que "estaria de volta num espaço de alguns meses". Mais tarde, foi revelado que o músico teria se mudado para a cidade francesa Paris para trabalhar no novo álbum. Thomas Bangalter do duo Daft Punk, que produziu duas das canções, avaliou o processo como sendo "muito cru". S1, The Heatmakerz, Skrillex, Young Chop, Chief Keef, Frank Ocean, Odd Future, Travis Scott, King L, John Legend, James Blake, RZA, Mase e Pusha T foram alguns dos outros nomes referidos como presença assídua no plano de trabalho de Kanye.
No dia 1 de maio de 2013, Kanye recorreu à sua conta oficial no Twitter para colocar a mensagem "June Eighteen (Dezoito de junho)", fazendo com que as mídias especulassem que poderia ser uma referência à data de lançamento do próximo disco do artista. No dia 17 do mesmo mês, Kanye iniciou a promoção ao revelar uma música nunca antes lançada intitulada "New Slaves" através de projeções de vídeo em sessenta e seis locais variados. No dia seguinte, o cantor fez uma participação no programa Saturday Night Live e interpretou ao vivo o tema, e ainda, outra faixa inédita intitulada "Black Skinhead", ambas com participações vocais ao vivo do cantor de R&B Charlie Wilson. Mais tarde, foi revelado na sua página oficial o título do álbum e a respectiva capa. A loja digital iTunes disponibilizou Yeezus para pré-venda dia 20 de Maio, listando catorze faixas sem título; contudo, foi removido logo em seguida. Ainda durante o mês, Jean Touitou, fundador da marca francesa A.P.C., revelou que iria existir uma campanha promocional para a edição do disco. Num comercial para esse efeito, era possível ler-se "sem pré-compras, compre por favor". Numa festa de divulgação do trabalho, Kanye revelou que o disco iria conter dez faixas. O álbum intitulado Yeezus foi lançado dia 18 de junho de 2013. O título do álbum é um trocadilho, é a mistura do nome Yeezy (apelido de Kanye West), com o nome Jesus (o messias do cristianismo). Além do polêmico nome, o álbum também contém uma polêmica faixa, intitulada "I Am God" onde Kanye se descreve como um deus.

### The Life of Pablo(2016)
Em novembro de 2013, Kanye West começou a trabalhar na criação de seu sétimo disco.[1][2] O trabalho recebeu inicialmente o nome So Help Me God e tinha lançamento previsto para 2014.[3] Essa versão inicial do álbum nunca se materializou, mas várias das faixas foram posteriormente lançadas como singles independentes ou gravadas por outros artistas, entre elas "God Level" (divulgada num promo da Adidas para a Copa do Mundo de 2014),[4] "All Day", "Only One", "FourFiveSeconds", "Tell Your Friends" (concedida a The Weeknd) e "3500" (concedida a Travis Scott).[5] Em fevereiro de 2015, as únicas canções conhecidas que pareciam ter permanecido nos plano de Kanye eram "Famous" (antes chamada "Nina Chop") e "Wolves", com a qual, no dia 15 daquele mês, Kanye se apresentou no Saturday Night Live em conjunto com Vic Mensa e Sia.
Em maio de 2015, Kanye renomeou o disco para SWISH, esclarecendo que o título do trabalho ainda poderia ser modificado, ainda anunciando a estreia da terceira linha de Yeezy no Madison Square Garden. Em 26 de janeiro de 2016, Kanye postou em sua conta no Twitter a então lista de faixas final[8] com uma nova mudança no título do álbum, que passou ser Waves.[9][10] Em 4 de fevereiro, o artista, em entrevista na rádio Big Boy's Neighborhood, confessou que ainda não havia decidido o título definitivo.[11] Em 9 de fevereiro, Kanye revelou, num tweet, uma nova troca, cuja sigla era T.L.O.P., oferecendo bilhetes gratuitos de entrada no próximo evento Yeezy Season e um par da coleção Adidas Yeezy a quem adivinhasse o significado da sigla. No dia seguinte, o nome The Life of Pablo foi divulgado, também via Twitter.[12] Kanye compartilhou a capa do disco na mesma rede social em 11 de fevereiro.[13] Em 14 de fevereiro de 2016, Kanye West finalmente lançou seu sétimo álbum de estúdio, chamado The Life Of Pablo. Primeiramente, o álbum foi lançado exclusivamente na plataforma Tidal. O álbum foi lançado com dezoito faixas, mas sofreu duas atualizações, tendo sua versão final, com vinte faixas.
Em fevereiro de 2016, Kanye afirmou no Twitter que ele estava planejando lançar outro álbum no verão de 2016, inicialmente chamado "Turbo Grafx 16" em referência ao console de jogos da década de 90 do mesmo nome. Em junho de 2016, Kanye lançou o single colaborativo nomeado "Champions", do álbum de GOOD Music "Cruel Winter", que ainda iria ser lançado.
O álbum contém uma polêmica faixa chamada "Famous" com participação de Rihanna. A polêmica está no verso de Kanye, em que ele diz que ainda quer fazer sexo com a cantora Taylor Swift. A polêmica aumentou, quando Kanye lançou o clipe da música, que contém bonecos de artistas pelados, deitados em uma cama. Entre os artistas estão: O cantor Ray J, o milionário e político Donald Trump, a cantora Taylor Swift, o comediante Bill Cosby e o ex-presidente George W. Bush.
Em 25 de agosto de 2016, Kanye iniciou a sua turnê mundial, a Saint Pablo Tour. A turnê incluía uma plataforma móvel que era pendurada no telhado. Na passagem da turnê em Paris, a mulher de Kanye West sofreu um assalto violento no quarto de um hotel. O assalto causou trauma na família de Kanye, e a turnê sofreu uma pausa por tempo indeterminado. Em 21 de novembro de 2016, Ye cancelou as 21 datas restantes do Saint Pablo Tour, seguida de uma semana sem shows, com apresentações encurtadas e discursos sobre política. Logo após, Kanye entrou em uma observação psiquiátrica no centro médico da UCLA. Ele continuou hospitalizado durante o dia de ação de graças devido a uma psicose temporária, derivada de deprivação de sono e desidratação extrema. Seguindo esse episódio, Kanye ficou 11 meses longe das redes sociais e do público.

### Jesus Is King(2019)
Em 6 de janeiro de 2019, Ye iniciou sua orquestração semanal do "Sunday Service", que inclui variações de alma das músicas de Ye e de outras pessoas assistidas por várias celebridades, incluindo as Kardashians, Charlie Wilson e Kid Cudi. Ye divulgou uma nova música, "Water" em sua performance de orquestração "Sunday Service" no segundo final de semana do Coachella.
Em 25 de outubro de 2019, ele lançou Jesus Is King, um álbum de hip hop cristão. Nas paradas americanas, o álbum se tornou o primeiro a chegar ao topo da Billboard 200, álbuns de R&B/Hip-Hop, álbuns de rap, álbuns cristãos e álbuns gospel ao mesmo tempo. Ele também fez uma colaboração com Vanessa Beecroft em duas óperas, Nabucodonosor e Maria. Em 25 de dezembro de 2019, Ye e Sunday Service lançam Jesus Is Born, contendo 19 músicas, incluindo vários retrabalhos de músicas antigas do Ocidente.

### Donda,Donda 2(2020-2022)

Capa do 10º Álbum Solo de Ye, Donda

Em 30 de junho de 2020, Ye lançou o primeiro single do ano, intitulado "Wash Us in the Blood". Com a participação de Travis Scott e do mesmo estilo do álbum Yeezus. No entanto, em setembro de 2020, Ye declarou que não lançaria novas músicas até que "terminasse o seu contrato com a Sony e a Universal", num protesto no Twitter sobre contratos de gravadoras, pagamentos a artistas e músicos. Em 16 de outubro, lançou o single "Nah Nah Nah". No dia 29 de outubro, um remix foi apresentado no Twitter, com os rappers americanos DaBaby e 2 Chainz. Mas no dia 9 de agosto de 2021 foi removido de todas as plataformas de áudio pelo próprio artista. No dia 25 de dezembro de 2020, exatamente um ano após o lançamento de "Jesus is Born", o Sunday Service de Ye lançou um novo EP intitulado Emmanuel. O mini-álbum, produzido executivamente por Ye, que consiste em 5 canções inteiramente em latim baseadas no estilo do canto gregoriano. Nessa mesma data, foi lançado o álbum de Playboi Carti, chamado Whole Lotta Red, tendo Ye como produtor executivo do álbum e aparecendo na faixa "Go2DaMoon".
Em 7 de março de 2021, Cyhi the Prynce declarou numa entrevista com VladTV que Ye tinha mais uma vez começado a trabalhar no seu próximo álbum no meio do seu divórcio com Kim Kardashian. Em 17 de julho, Consequence publicou um vídeo de Ye no estúdio com Tyler, the Creator no Instagram. A legenda do post sugeria o lançamento de um álbum no final de 2021, o vídeo no caso mostrava uma prévia da música "Come To Life".
Em 19 de julho de 2021, o rapper americano Pusha T anunciou na Instagram que Kanye iria realizar uma audição para o álbum no dia 22 de julho no Estádio Mercedes-Benz em Atlanta. No dia seguinte, a Beats estreou um anúncio durante o jogo 6 das finais da NBA 2021 com a atleta Sha'Carri Richardson, editado e produzido por Kanye usando a música "No Child Left Behind". O produtor francês Gesaffelstein declarou mais tarde que produziu a canção, que apresentava Cory Henry tocando o piano. Imediatamente após a estreia do anúncio, Def Jam Recordings confirmou a data de lançamento do álbum em 23 de julho e revelou que o evento de audição em Atlanta seria globalmente transmitido ao vivo pela Apple Music. O álbum acabou por não ser lançado nessa data.
Após a festa de audição de 22 de julho no Estádio Mercedes-Benz, Ye alugou o estádio para residir no lugar como moradia temporária num dos vestiários do estádio, convertendo-o em um estúdio de gravação para terminar a gravação e mixar com Mike Dean. Vídeos e fotos vazados nos meios de comunicação também mostraram os artistas Playboi Carti, 2 Chainz e Kid Cudi gravando vocais no vestiário um dia antes da festa de audição. Uma segunda festa de audição no Estádio Mercedes-Benz em 5 de agosto de 2021, com Kanye afirmando que o álbum será lançado no mesmo dia, embora isto não se tenha materializado. No dia 13 de agosto de 2021, algumas músicas que fazem parte de Donda começaram a tocar em algumas rádios dos Estados Unidos, como "Pure Souls", "Off The Grid" e "Hurricane". Após várias datas de lançamento que não foram cumpridas. Kanye fez o seu último e mais marcantes audições do álbum no dia 27 de agosto de 2021. Com uma réplica de sua casa onde ele morava na infância com sua mãe Donda West, onde cantou todas as 30 músicas do álbum ao lado de Marilyn Manson, Travis Scott, DaBaby e Shenseea. Ao final do show, Kanye incendiou a sua própria casa e ele mesmo e se encontrou com Kim Kardashian, que estava com um vestido de noiva. Após a terceira audição, o 10º Álbum solo de Kanye West foi lançado em todas as plataformas de áudio com a capa preta. Ye alegou em uma postagem no Instagram que o álbum foi lançado sem sua autorização pela Universal e que bloquearam a música "Jail pt2", com a participação de DaBaby das plataformas digitais. Seu álbum solo chegou a 1,5 bilhões de streams, teve 23 músicas na lista Billboard Hot 100, ficando na primeira posição da parada. Conseguiu o recorde de ter dez álbuns que conseguiram chegar ao 1.º lugar e foi o álbum a ficar mais tempo na Billboard 200.
No dia 4 de janeiro de 2022 em uma entrevista para o jornal Complex, Steven Victor, da G.O.O.D MUSIC, gravadora de Kanye, disse que estava trabalhando em uma sequência do álbum Donda, que iria se chamar Donda 2 e que ele seria lançado "mais cedo do que você pensa". No dia 27 de Janeiro de 2022, Kanye West postou em sua conta do Instagram que o álbum Donda 2 será lançado no dia 22 de fevereiro de 2022 e terá o rapper Future como produtor executivo do álbum.
No dia 11 de fevereiro de 2022, Kanye se juntou a Alicia Keys e Fivio Foreign para fazer o single City of Gods, um drill que recebeu uma ótima avaliação do público e da mídia. Futuramente ela foi adicionado em Donda 2.
Após várias polêmicas de Ye, como os vários posts no Instagram atacando o comediante Pete Davidson, que está namorando sua ex mulher Kim Kardashian, dizendo que o seu amigo de longa data Kid Cudi não estará no seu álbum e que eles não iram mais conversar, pedindo para que a cantora Billie Eilish pedisse desculpas após ela possivelmente ter feito uma piada com o acidente do Astroworld, show do Travis Scott onde 10 pessoas morreram. Kanye revelou que vai fazer uma audição do seu novo álbum e uma performance do álbum Donda e Donda 2 em Miami, Florida no dia 22 de fevereiro de 2022, com o nome de Donda Experience Performance.
Na Donda Experience Performance, que teve participações espaciais de Playboi Carti, Fivio Foreign, Alicia Keys, The Game e Marilyn Manson. Ye mostrou ao público pela primeira vez a mixtape de Donda 2, que possui ao total 16 músicas, 1 dia depois, Kanye lançou o álbum apenas em sua própria plataforma, o Stem Player que custa 200 dólares, em torno de 1000 reais no Brasil. Foram lançados, no total, 3 singles de Donda 2 em plataformas de streaming: True Love, Eazy e City of Gods.

### Vultures 1,Vultures 2(2023-2024)
Após elogiar Hitler, demonstrar antissemitismo em sua entrevista na InfoWars e postar tweets contra judeus, West foi suspenso de redes sociais como Twitter, Instagram e TikTok, sofrendo uma grande onda de críticas, resultando em diversas quebras de contratos com grandes marcas. Em 4 de dezembro de 2022, foi compartilhado na InfoWars um single novo chamado "Someday We'll All Be Free", que usava um sample de uma faixa de Donny Hathaway com o mesmo nome. 
Já em 2023, após as polêmicas do ano anterior, West manteve silêncio por diversos meses. Porém, neste período suas músicas continuaram em evidência, ao contrário das expectativas de um "cancelamento", seguido de uma aposentadoria de Ye. 
Rechaçando a possibilidade de aposentadoria, em 23 de outubro de 2023, o cantor americano Ty Dolla Sign anunciou um álbum colaborativo com West, nomeado ¥$. Em 16 de novembro de 2023, foi tocada na rádio Power 92 Chicago uma prévia da faixa "Vultures". 6 dias depois, a faixa foi lançada como single na página de artista "¥$".
O álbum Vultures 1, tinha lançamento esperado para o fim de 2023, acompanhado de Listening Party's. Boa parte da tracklist da era Vultures foi mostrada em uma Listening Party no dia 12 de dezembro em Miami. Enquanto o evento era esperado para começar à meia-noite, Ty e Kanye chegaram ao evento por volta das 2:00 da manhã. Vários outros compareceram ao show, incluindo Freddie Gibbs, Chris Brown, Offset, Kodak Black, Lil Durk, Bump J e os filhos de Kanye, North, Saint e Chicago. Os famosos streamers Adin Ross e IShowSpeed também compareceram à rave. Kanye também usava um capuz preto, semelhante ao que foi visto no videoclipe de "Black Skinhead". 
Após diversos atrasos na data de lançamento, West lançou o álbum Vultures 1, em diversas plataformas de streaming, exceto Spotify. O álbum foi lançado na plataforma na tarde do mesmo dia. Vultures estava previsto para ter 3 volumes, no total. Após o lançamento, Ye e Ty fizeram algumas Listening Party's. Uma delas, realizada na cidade onde Kanye foi criado, em Chicago, no dia 8 de fevereiro de 2024, os ingressos esgotaram em menos de 10 minutos. A música Carnival com participação de Playboi Carti e Rich The Kid alcançou top 1 no Billboard Hot 100, assim como álbum que alcançou top 1 no Billboard Hot 200. 
Vultures 2 estava previsto para ser lançado no início de março, porém, devido a novos atrasos, o álbum foi lançado no 3 de agosto nas plataformas digitais. Na semana de lançamento do álbum, muitas polêmicas se levantaram em relação à condição de saúde de Ye, por conta de um tratamento dentário que usava óxido nitroso para anestesia.
Ye não se pronunciou sobre as polêmicas e semanas após o lançamento de Vultures 2, realizou mais uma audição, desta vez na Coreia do Sul. Durante o evento, Kanye se apresentou com sua filha North West e Ty Dolla Sign, o show durou cerca de 3 horas e Ye tocou mais de 70 músicas, incluindo os hits Stronger, All Falls Down, Heartless, All The Lights, I Wonder e outros. Diversas estrelas do K-pop também compareceram para assistir à audição, entre elas, Minji, Hanni e Danielle, do New Jeans, Winter e Giselle, do aespa, Seulgi, integrante do Red Velvet, CL e Minzy, do grupo 2NE1, os rappers Zion.T e Dean, a cantora Jeon So-mi e Jihoon, Choi Hyun-suk do grupo Treasure. 
O show foi transmitido ao vivo no site da Yeezy e no canal do YouTube de Ye. O evento terminou com a música 24, álbum Donda, em homenagem ao ex-jogador de basquete Kobe Bryant, que morreu em janeiro de 2020. Ele faria aniversário no mesmo dia da audição. 

### Bully,In a Perfect World(2024-presente)
No mês seguinte, após audição na Coreia do Sul, Kanye West fez duas apresentações ao vivo na China, em Haikou, com recepção extremamente positiva da população. Nos shows, Ye apresentou novamente músicas populares de sua carreira e músicas novas como 'Preacher Man' e 'Beauty and the Beast', anunciando o seu novo álbum BULLY, que deve ser lançado em breve. Após os shows, Ye fez postagens confirmando novamente o álbum, com fontes próximas afirmando que o artista estava "100% focado" e que o álbum seria produzido unicamente por ele mesmo.
Em outubro de 2024, Lauren Pisciotta, ex-assistente de Ye, adicionou à sua acusação de demissão após assédio feita em junho, a acusação de abuso sexual após ter sido dopada durante um evento que envolvia o rapper e empresário Diddy. Na denúncia, a modelo alega ter sido utilizada como presente sexual por Ye, além de tráfico humano e o não pagamento de um salário de US$ 4 milhões. O artista não comentou sobre o assunto. 

## Estilo musical e influências

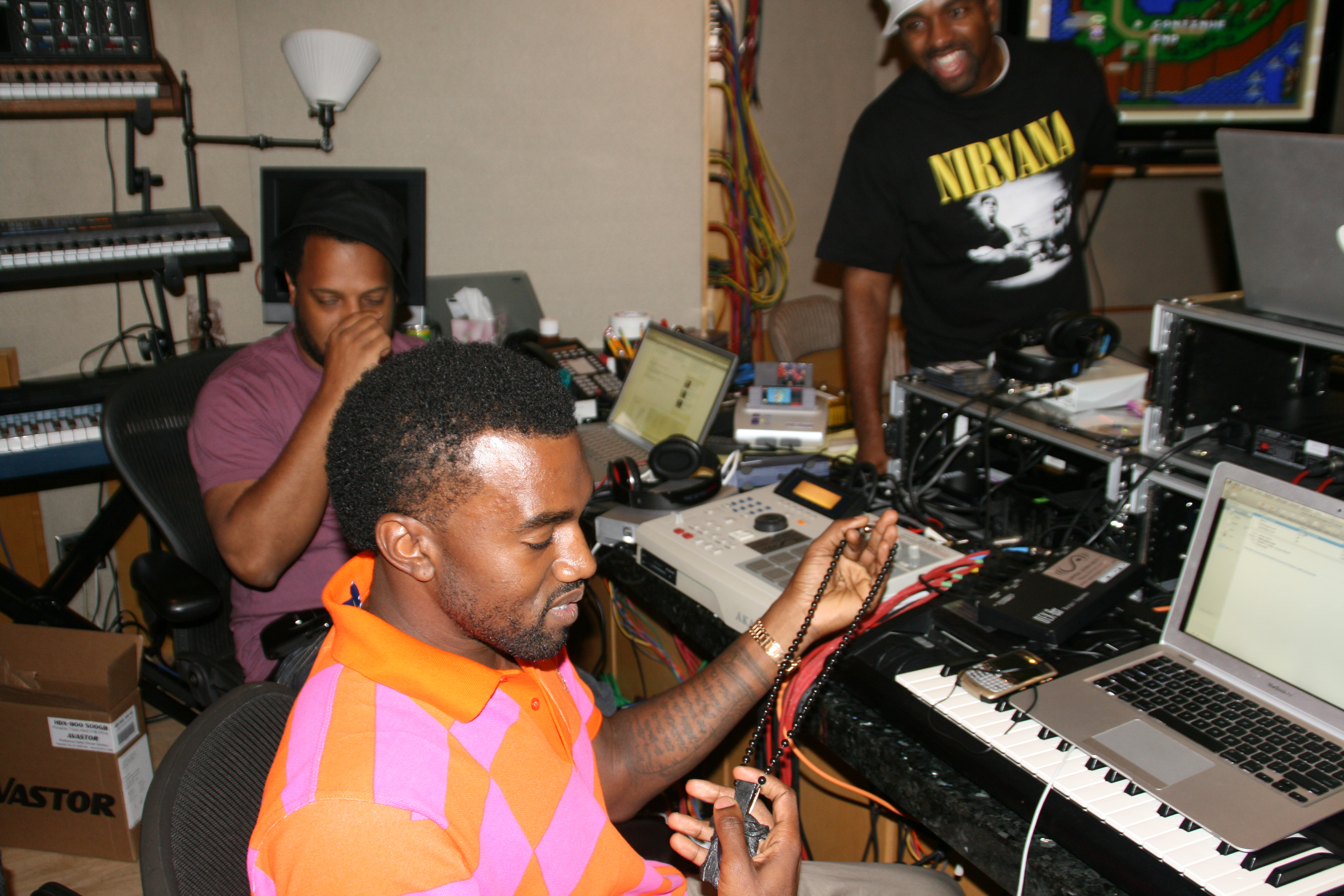
West no estúdio com seu mentor No I.D. (à esquerda)

No início de sua carreira, a produção musical de Kanye West comumente utilizava samples vocais agudizados, geralmente do soul, com sua própria percussão e instrumentos. Seu primeiro grande lançamento com seu característico estilo de sampling vocal foi "This Can't Be Life", uma faixa do álbum de The Dynasty: Roc La Familia de Jay-Z. Kanye afirmou ter acelerado a percussão de "Xxplosive", de Dr. Dre, como alternativa à sua percussão em "This Can't Be Life".
Kanye disse que o produtor RZA do grupo Wu-Tang Clan o influenciou, e falou em várias ocasiões que os rappers Ghostface Killah e Ol' Dirty Bastard, do Wu-Tang, foram alguns de seus favoritos de todos os tempos. Kanye disse:
| “ | Wu-Tang? Eu e meus amigos falamos disso o tempo todo... achamos que Wu-Tang teve um dos maiores impactos enquanto movimento. Desde a gíria até o estilo de se vestir, skits, os samples. Similar ao estilo [de produção] que eu uso, o RZA tem feito isso. | ” |

O próprio RZA fala positivamente das comparações:
| “ | Tudo bem. Eu tenho um grande respeito pelo Kanye. Ele veio até mim há um ou dois anos. Ele me deu muitos elogios e bênçãos... para as pessoas dizerem Wu-Tang inspirou Kanye, Kanye é um dos maiores artistas do mundo. Isso volta ao que dizemos: 'Wu-Tang é eterno.' Kanye vai inspirar gente a ser como ele." Após ouvir seu trabalho em The Blueprint, RZA afirmou que uma passagem de tocha havia ocorrido entre ele e Kanye, dizendo, "Alguém tem que calçar os sapatos. Se você não for fazê-lo, alguma outra pessoa vai. É assim que eu me sinto sobre o rap hoje." | ” |

Seguindo o sucesso comercial e de crítica de sua estreia em The College Dropout, Kanye experimentou com o seu estilo de produção nos álbuns seguintes. Em Late Registration durante o qual colaborou com o compositor de filmes Jon Brion, Kanye apresentou um approach mais "cinematográfico" ao som do hip-hop, combinando seu estilo de sampling característico com instrumentos de sopro, loops de piano, arranjos de cordas e vários outros elementos orquestrais para produzir instrumentação rica, em múltiplas camadas. Seu estilo evoluiu ainda mais durante a concepção de Graduation, onde fez uso pesado de batidas orientadas por sintetizadores e efeitos sonoros futurísticos, se distanciando dos samples de soul e optando por variedades mais ecléticas de interpolação de artistas que vão desde Elton John e Michael Jackson até Daft Punk e Public Enemy.
Mesmo tendo uma ocupação como produtor e depois como rapper, Kanye demonstrou um interesse crescente em cantar durante a sua carreira. Os primeiros indícios podem ser encontrados em The College Dropout, em "Spaceship", faixa com um refrão melódico de Kanye meio-cantado, meio-rap, estilo empregado pela primeira vez por ODB e Ghostface Killah, seus rappers favoritos. Na metade de 2008, enquanto participava de singles de vários outros artistas, Kanye começou a cantar versos com o efeito auto-tune em "Put On", de Young Jeezy, e sem, em "Everybody", de Fonzworth Bentley. Isso finalmente culminou no lançamento de "Love Lockdown", single principal do quarto álbum de Kanye, 808s & Heartbreak. A música é o primeiro single solo de Kanye a apresentar virtualmente nenhum rap, sendo, ao invés, totalmente cantada com o efeito auto-tune.

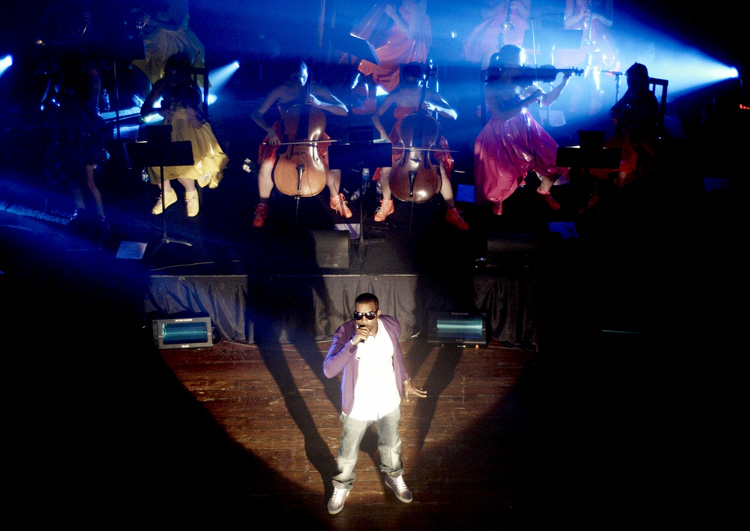
West acompanhado por uma orquestra de câmara

Apesar de seu uso de sampling ter diminuído com o passar do tempo, a produção de Kanye continua a apresentar arranjos de corda distintos e complexos. Essa característica surgiu após ouvir o grupo inglês de trip-hop Portishead, cujo álbum ao vivo Roseland NYC Live, gravado em 1998 com a Orquestra Filarmônica de Nova York, o inspirou a incorporar violinos à sua produção de hip-hop. À época da gravação de seu álbum de estreia, Kanye só tinha condições de pagar por notas de violino fornecidas pelo violinista israelita Miri Ben-Ari; contudo, isso mudou com o sucesso posterior do disco, criando condições para que contratasse sua própria orquestra de cordas, composta de onze instrumentos. Durante algum tempo, Kanye foi o único pop star a viajar em turnê com uma orquestra de cordas.
Kanye afirmou em várias ocasiões que, quando não está trabalhando, prefere ouvir rock ao invés de hip-hop. Ele cita Franz Ferdinand, Red Hot Chili Peppers e The Killers como alguns de seus grupos musicais favoritos. Adicionalmente, em Graduation, Kanye se inspirou em bandas de arena rock como U2, The Rolling Stones e Led Zeppelin para criar melodias e progressões harmônicas. Tanto um fã como um apoiador da cultura indie, Kanye utiliza seu website para promover bandas de indie rock pouco conhecidas, postando vídeos musicais e MP3s diariamente. A afinidade musical é mútua, e Kanye já colaborou com artistas indie como Santigold, Peter Bjorn and John e Lykke Li, e incontáveis covers de suas músicas foram realizados por uma miríade de bandas de rock.

## Vida pessoal

### Controvérsias
West tem sido uma celebridade controversa e franca ao longo de sua carreira, recebendo críticas da grande mídia, colegas da indústria e artistas e três presidentes dos Estados Unidos.
Em um discurso de 2005, West criticou a mídia e as disparidades raciais do governo em sua resposta ao furacão Katrina, afirmando ao vivo na televisão que "George Bush não se importa com os negros".
West expressou sua oposição ao aborto em 2013, citando sua crença no Sexto Mandamento, e em 2022, considerou o aborto "genocídio e controle populacional" dos negros. Ele afirmou que a escravidão de 400 anos dos africanos "soa como uma escolha", antes de elaborar que seu comentário se referia à escravidão mental e defendeu o pensamento livre. Mais tarde, ele se desculpou pelo comentário.

### Acusações de antisemitismo
Em 2022, West enfrentou reações adversas e perdeu vários patrocinadores e parcerias - incluindo suas colaborações com Adidas, Gap e Balenciaga - depois de fazer uma série de declarações antissemitas e neonazistas entre outubro e dezembro.
West foi amplamente criticado depois de aparecer em um jantar oferecido por Donald Trump em Mar-a-Lago ao lado de Nick Fuentes, um nacionalista branco. Em uma aparição subsequente em dezembro no InfoWars de Alex Jones, West elogiou Adolf Hitler, negou o Holocausto e identificou-se como nazista. Após a entrevista, a conta de West no Twitter foi encerrada depois que ele postou uma imagem representando uma suástica emaranhada em uma estrela de Davi. Posteriormente, a Escola do Instituto de Arte de Chicago rescindiu o título honorário de West.
De acordo com um relatório de 2023 publicado pela Liga Antidifamação, a retórica antissemita de West causou vários casos de vandalismo, assédio e violência com discurso de ódio nos Estados Unidos.
West, aproximadamente um ano depois das controvérsias, lançou a canção "Vultures", com a participação de Ty Dolla Sign, Lil Durk e Bump J. O single é parte do álbum de colaboração de West e Dolla Sign, Vultures. Um dos versos do rapper faz referência à controvérsia do antisemitismo.
Em fevereiro de 2025, West fez um discurso antissemita no X, declarando seu amor por Hitler e comprou anúncios locais durante o Super Bowl LIX que direcionavam os espectadores para seu site, onde estava vendendo uma camiseta com uma suástica. Ele também defendeu Sean Combs das acusações de abuso sexual.Em maio, ele lançou uma música chamada Heil Hitler, que foi banida do YouTube e Spotify, mas se difundiu no X.

### Relacionamentos
Ye e a designer Alexis Phifer terminaram seu noivado de 18 meses em 2008. O casal namorava descontinuamente desde 2002, com finalmente pedindo ela em casamento em agosto de 2006. De acordo com um amigo, o relacionamento do casal vinha se desgastando, significativamente afetado pela grande quantidade de tempo e atenção que Kanye vinha dedicando ao seu tour na época. "É sempre triste quando coisas assim terminam, e nós continuamos amigos", disse Phifer à revista People. Ele também manteve um relacionamento com a modelo e socialite americana Amber Rose por dois anos, porém Kanye confirmou que o namoro terminou em meados de agosto de 2010. Sobre seu último relacionamento, Kanye afirmou à MTV News:
| “ | É, cara, foi uma época incrível e ela terminou. Uma das maiores coisas que ela me mostrou foi somente ser uma pessoa mais simpática porque ela era tão desconectada do conceito de celebridade quando eu a conheci. [Amber] era tipo, "O quê?! Você falou com seus fãs tão mal agora. Não vou nem falar com você nesse momento." Eu cresci com isso. Acho que esse foi o maior crescimento que tive dessa experiência. | ” |

E em abril de 2012, Ye e Kim Kardashian declararam estar namorando. No final de dezembro de 2012, Ye anunciou em seu show que sua namorada Kim estava grávida de seu primeiro filho. A filha de ambos, North West, nasceu a 15 de junho de 2013 no hospital Cedars Sinai em Los Angeles.
Ye pediu Kim em casamento no aniversário de 33 anos dela. Ele reservou um estádio de baseball em São Francisco e convidou a família e amigos de Kim para a cerimônia surpresa. O anel de noivado foi um diamante de 15 quilates desenhado por Ye. Casaram-se em Itália no dia 24 de maio de 2014. Separaram-se no início de 2021 e no dia 3 de março de 2022 ambos oficializaram o divórcio.
Durante 2021 e 2022, após diversos rumores de relacionamentos breves com celebridades como Irina Shayk, e Julia Fox, Ye se casou secretamente com a arquiteta Bianca Censori, com diversas polêmicas envolvendo as vestimentas da mesma, e rumores de divórcio em outubro de 2024, que se comprovaram falsos no mesmo dia. 

### Falecimento da mãe
Em 10 de novembro de 2007, a mãe de Kanye, Donda West, morreu devido a complicações de uma cirurgia plástica envolvendo abdominoplastia e aumento dos seios. O site TMZ informou que o médico Andre Aboolian, de Beverly Hills, aconselhou Donda a não fazer a cirurgia devido a uma condição de saúde que a colocava em risco de sofrer um ataque cardíaco. Aboolian recomendou-lhe outro médico. Donda nunca chegou a conhecer o médico recomendado por Aboolian e resolveu ser operada por um terceiro médico, Jan Adams.

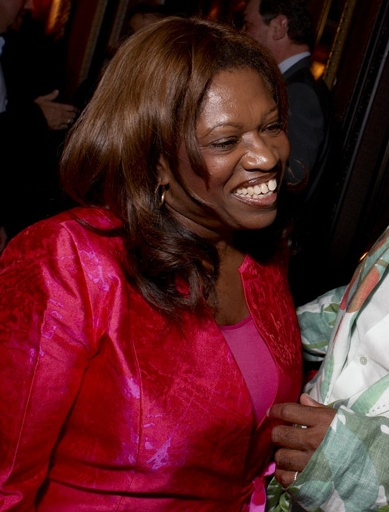
Donda West em agosto de 2007

Adams enviou seus pêsames à família de Donda West, porém se negou a discutir publicamente a operação por conta da ética médica de sigilo. Ele havia estado previamente sob investigação do conselho médico. Adams apareceu no programa Larry King Live em 20 de novembro de 2007, mas foi embora antes de ceder entrevista. Dois dias depois ele reapareceu com seu advogado, afirmando que estava lá para "se defender". Ele disse que os resultados da autópsia, recentemente publicados à época, "falam por si mesmos". No laudo final de 10 de janeiro de 2008, o legista concluiu que Donda West morreu de uma "doença na artéria coronária e múltiplos fatores pós-operatórios devido a ou consequentes de lipoaspiração e mamoplastia".
O funeral e enterro de Donda West ocorreu em Oklahoma City em 20 de novembro de 2007. Ye realizou seu primeiro concerto após o funeral no The O2, em Londres, em 22 de novembro. Ele dedicou a performance de "Hey Mama", assim como o cover de "Don't Stop Believin'", de Journey, à sua mãe, assim como em todos outros concertos da sua turnê Glow in the Dark.
Em uma entrevista coletiva em dezembro de 2008, na Nova Zelândia, Ye falou sobre a morte de sua mãe pela primeira vez. "Foi como perder um braço e uma perna e tentar andar desse jeito", ele disse aos repórteres.
Em homenagem ao seu falecimento, o governador da Califórnia Arnold Schwarzenegger decretou a "Donda West Law" (Lei Donda West), legislação que torna obrigatório que pacientes tenham aval médico para realização de cirurgias estéticas.

### Família
Ye foi casado com a empresária e celebridade Kim Kardashian West, com ela teve 4 filhos: North West (2013), Saint West (2015), Chicago West (2018) e Psalm West (2019), os últimos gerados por barriga de aluguel, porque Kim teve problemas sérios na última gravidez, os quais fizeram com que qualquer outra gestação fosse considerada de risco.

### Nome
Em setembro de 2018, o rapper anunciou na sua conta oficial do Twitter que iria mudar o seu nome artístico para "Ye" por motivos espirituais, pois a palavra "ye" ("vós" em português) é a mais citada na Bíblia, ao traduzir para a língua inglesa. Em outubro de 2021, conseguiu mudar seu nome oficialmente para Ye, sem qualquer sobrenome, com autorização judicial, alegando "motivos pessoais" para realizar a mudança.
Em junho de 2025, documentos empresariais de suas companhias listaram seu nome como "Ye Ye", o que gerou especulações sobre uma nova mudança legal. Contudo, um porta-voz de Ye esclareceu que se tratava de um erro de preenchimento em formulários online, que não aceitavam nomes compostos por apenas uma palavra. A duplicação de "Ye" como nome e sobrenome foi apenas um equívoco administrativo.

## Discografia

### Álbuns de estúdio
- The College Dropout (2004)
- Late Registration (2005)
- Graduation (2007)
- 808s & Heartbreak (2008)
- My Beautiful Dark Twisted Fantasy (2010)
- Yeezus (2013)
- The Life of Pablo (2016)
- Ye (2018)
- Jesus Is King (2019)
- Donda (2021)
- Donda 2 (2025)
- Bully (2025)
- In a Perfect World (TBA)

### Álbuns colaborativos
- Watch the Throne (com Jay-Z) (2011)
- Cruel Summer (com G.O.O.D. Music) (2012)
- Kids See Ghosts (com Kid Cudi como Kids See Ghosts) (2018)
- Jesus Is Born (com Sunday Service Choir) (2019)
- Emmanuel (com Sunday Service Choir) (2020)
- Vultures 1 (com Ty Dolla Sign como ¥$) (2024)
- Vultures 2 (com Ty Dolla Sign como ¥$) (2024)

### Mixtapes
- Get Well Soon... (2002)
- I'm Good... (2003)
- Kon the Louis Vuitton Don (2004)
- Welcome to Kanye's Soul Mix Show (com A-Track) (2006)
- Can't Tell Me Nothing (2007)

### EPs colaborativos
- Never Stop (com King Combs) (2025)

### Álbuns demo
- Donda 2 (2022)[155]

## Filmografia
- The College Dropout Video Anthology (2004)
- Late Orchestration (2006)
- VH1 Storytellers (2010)
- Runaway (2010)
- Jesus Is King (2019)
- BULLY (2025)

## Turnês

### Principais turnês
- School Spirit Tour (2004)
- Touch the Sky Tour (2005)
- Glow in the Dark Tour (2008)
- Fame Kills: Starring Kanye West and Lady Gaga (cancelada) (2009–2010)
- Watch the Throne Tour (com Jay-Z) (2011–2012)
- The Yeezus Tour (2013–2014)
- Saint Pablo Tour (2016)

### Turnês de apoio
- Truth (com Usher) (2004)
- Vertigo (com U2) (2005–2006)
- A Bigger Bang (com The Rolling Stones) (2006)

## Desempenho eleitoral
| Ano  | Eleição                         | Partido        | Cargo      | Votos  | %      | Resultado  | Ref     |
| ---- | ------------------------------- | -------------- | ---------- | ------ | ------ | ---------- | ------- |
| 2020 | Presidencial dos Estados Unidos | Birthday Party | Presidente | 71.713 | 0,045% | Não Eleito | [ 160 ] |